# Erin Alexander
Erin Christine Alexander, coniugata Brown (Santa Ynez, 25 aprile 1975), è un'ex cestista statunitense, professionista nella WNBA.

## Carriera
Ha disputato una stagione nella WNBA, con le Los Angeles Sparks e le Utah Starzz.